# Annet de Clermont-Gessant
Annet de Clermot-Gessant (1587 – Malta, 6 giugno 1660) è stato Gran Maestro dell'Ordine di Malta nel 1660.
Originario della Francia, prima di essere eletto Gran Maestro era stato Priore della Langue d'Auvergne, e al momento della sua morte venne sepolto nella Cappella d'Auvergne nella Concattedrale di San Giovanni.
Il suo regno durò pochi mesi e non lasciò tracce significative nell'Ordine o sull'isola di Malta.